# Maiolo
Maiolo är en ort och kommun i provinsen Rimini i regionen Emilia-Romagna i Italien. Kommunen hade 810 invånare (2018).